# Gluphisia pretians
Gluphisia pretians är en fjärilsart som beskrevs av John G. Franclemont 1941. Gluphisia pretians ingår i släktet Gluphisia och familjen tandspinnare. Inga underarter finns listade i Catalogue of Life.